# Oswaldo Aranha
Oswaldo Euclides de Sousa Aranha GCC • GCSE (Alegrete, 15 de fevereiro de 1894 – Rio de Janeiro, 27 de janeiro de 1960) foi um político, diplomata e advogado brasileiro, que ganhou destaque nacional em 1930 sob o governo de Getúlio Vargas.
É conhecido na política internacional por sua atuação como presidente da Assembleia Geral das Nações Unidas em 1947, quando presidiu a sessão da Assembleia Geral da ONU que aprovou a Resolução 181, também conhecida como Plano de Partilha da Palestina, que estabeleceu a criação do Estado de Israel em 1947.
Aranha desempenhou um papel crucial na negociação e aprovação da Resolução 181. Ele foi responsável por liderar a sessão e facilitar o diálogo entre as diferentes delegações, buscando um consenso para resolver a questão da Palestina. Por seus esforços na situação palestina, foi indicado para o Prêmio Nobel da Paz de 1948.

## Biografia

### Primeiros anos

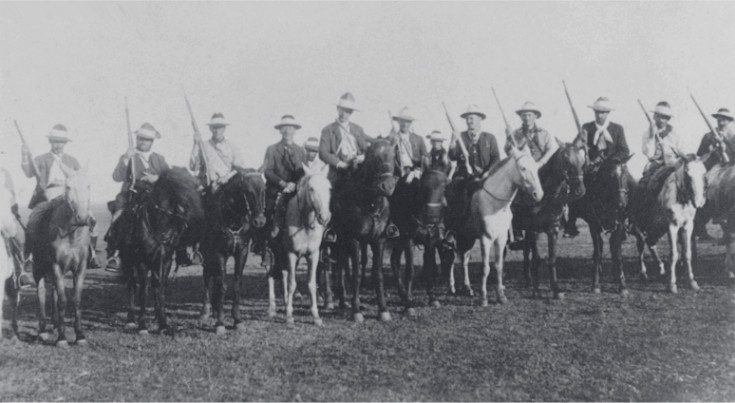
Osvaldo Aranha com seu Estado-Maior na defesa de Itaqui, em 1924

Filho de Luísa de Freitas Vale Aranha, por quem foi alfabetizado, e do coronel da Guarda Nacional e fazendeiro Euclides Egídio de Sousa Aranha (1864–1929), dono da estância Alto Uruguai, em Itaqui (interior do Rio Grande do Sul). Passou a infância em Alegrete, cidade que seu avô teria fundado.
Cursou no Rio de Janeiro o Colégio Militar e a Faculdade de Ciências Jurídicas e Sociais, atual Faculdade Nacional de Direito da Universidade Federal do Rio de Janeiro. Também estudou em Paris antes de advogar em seu estado natal e de ingressar na política.
Em 1923, quando explodiu a luta fratricida entre "chimangos" (aliados de Borges de Medeiros — presidente do estado) e "maragatos" (opositores à sua quinta reeleição), pegou em armas para defender o governo de Borges de Medeiros. Comissionado no posto de tenente coronel, Aranha organizou civis de Itaqui, Alegrete e municípios vizinhos num corpo provisório, o 5º Corpo da Brigada Oeste. Após a vitória do governo, em 1924 ele foi nomeado para a subchefia de polícia da região de fronteira, com sede em Alegrete. Este era um cargo sensível, pois a região estava repleta de oposicionistas, e ele tentou apaziguar os revolucionários que retornavam do exílio.
A oposição aliou-se aos militares tenentistas e lançou outra revolta em outubro de 1924. Aranha foi um dos comandantes da bem-sucedida defesa de Itaqui. Politicamente fortalecido, ele tornou-se intendente (prefeito) de Itaqui de 1925 a 1927. Durante a sua gestão, o município, com a ajuda do governo estadual, era o único no estado, afora Porto Alegre, com luz elétrica nas ruas, calçamento e rede de esgotos. Em setembro de 1925, o intendente partiu em campanha com Flores da Cunha contra uma nova revolta de Honório Lemes, que foi aprisionado após alguns dias.
Mais uma revolta tenentista em novembro de 1926 teve um resultado diferente. Osvaldo Aranha liderou seus provisórios em perseguição aos rebeldes que se retiravam de Santa Maria. Acreditando que eles ofereceriam pouca resistência, atacou-os no Seival, no município de Caçapava do Sul, em 25 de novembro. Ao liderar uma carga de cavalaria contra posições de metralhadora no alto de uma elevação, ele foi ferido por uma bala de fuzil e desfaleceu pela hemorragia. Seus subordinados resgataram-no e dispersaram-se do campo de batalha. Os revoltosos seriam derrotados, porém mais tarde e por outros comandantes. A septicemia devido ao ferimento no tornozelo quase levou a uma amputação. Osvaldo Aranha recuperou-se bem e ganhou prestígio, mas teve sequelas por três anos, tendo que usar muletas e depois bengalas e sapatos especiais.
Dois anos mais tarde foi eleito deputado federal. Em 1928 tornou-se secretário do interior, onde dedicou grande esforço para obras educacionais.[carece de fontes?]

### Projeção nacional

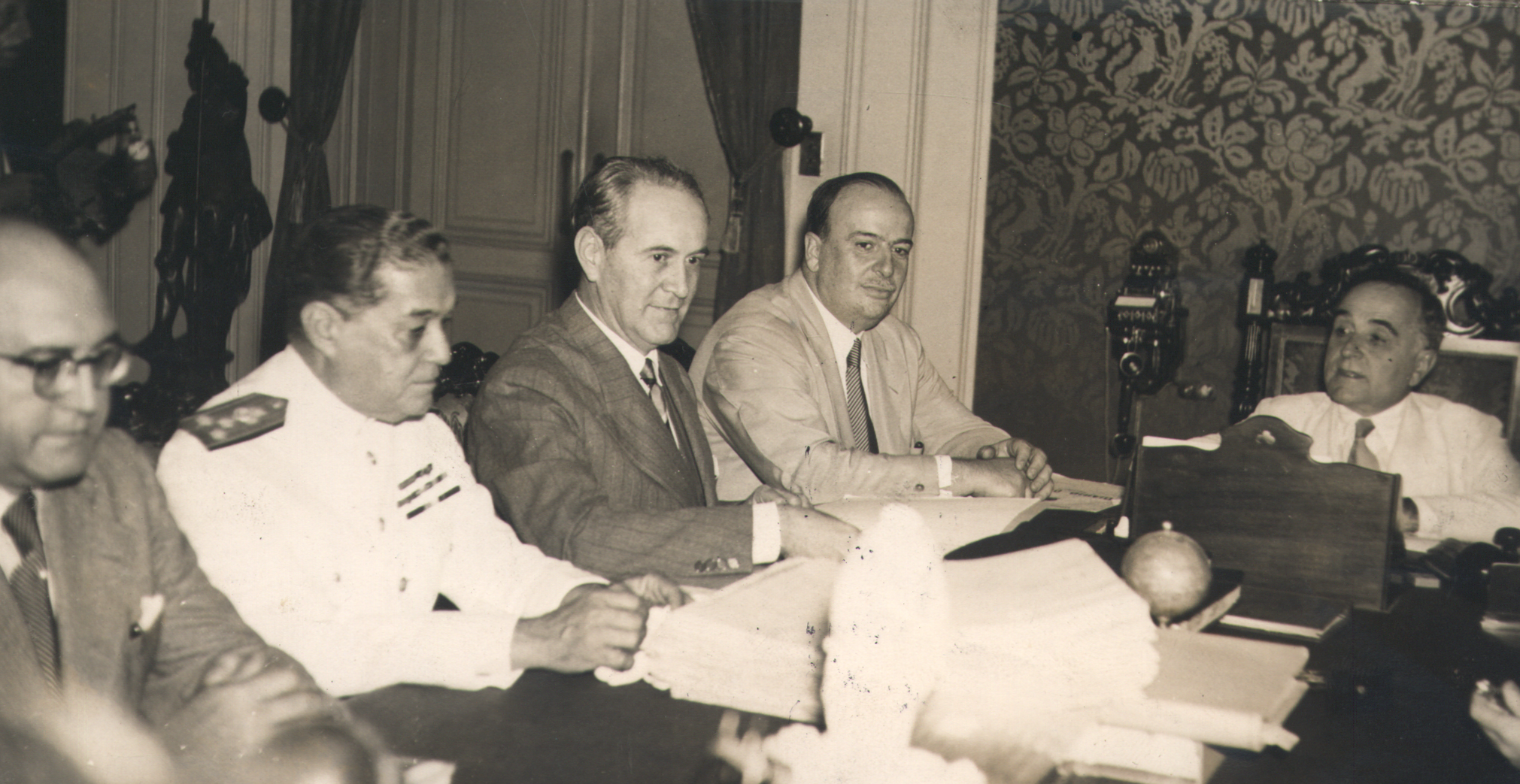
Da esquerda para a direita: Waldemar Falcão, Almirante Guilhem, Osvaldo Aranha, Sousa Costa e Getúlio Vargas, 1939. Arquivo Nacional.

Amigo de Getúlio Vargas, foi o grande articulador da campanha da Aliança Liberal nas eleições, agindo nos bastidores para organizar o levante armado que depôs Washington Luís e tornou realidade a Revolução de 1930.
Em vista da vitória do movimento, Osvaldo Aranha negociou com a Junta Governativa Provisória de 1930, no Rio de Janeiro, a entrega do governo a Vargas. Posteriormente, foi nomeado Ministro da Justiça e, em 1931, Ministro da Fazenda. Neste cargo promoveu o levantamento de empréstimos que os estados e municípios haviam contraído no exterior, no período anterior a 1930, tendo em vista a consolidação global da dívida externa brasileira.[carece de fontes?]
Alijado do processo político para a escolha do interventor em Minas Gerais, Osvaldo Aranha pediu demissão do cargo em 1934. No mesmo ano, aceitou o cargo de embaixador em Washington.[carece de fontes?]
Nesse período como embaixador, se impressionou com a democracia estadunidense. Atuou sempre em defesa das relações brasileiras com os Estados Unidos e se tornou amigo pessoal do presidente Franklin Delano Roosevelt. Prestigiado no cargo, foi convidado para palestras em todo o país.
A 20 de janeiro de 1934 foi agraciado com a Grã-Cruz da Ordem Militar de Sant'Iago da Espada de Portugal.
Demitiu-se do cargo de embaixador por não aceitar os caminhos que o Brasil traçara com a declaração do Estado Novo, em 1937. Em março de 1938 foi convencido por seu amigo Vargas a assumir o ministério das Relações Exteriores e, no cargo, lutou contra o apoio ao regime nazista alemão dentro do Estado Novo, em busca de maior aproximação com os Estados Unidos, no conturbado período que antecedeu a Segunda Guerra Mundial. Sob sua direção, o Itamaraty passou por grandes reformas administrativas.

### Projeção internacional

Osvaldo Aranha preside a Assembleia das Nações Unidas, 1947. Arquivo Nacional.

No processo do envolvimento brasileiro na Segunda Guerra Mundial, Aranha teve papel fundamental, representando no governo a ala pan-americanista, defendendo uma aliança com os Estados Unidos sempre em oposição aos chefes militares, capitaneados principalmente pelo ministro da Guerra Eurico Gaspar Dutra, que eram partidários de uma aproximação com a Alemanha nazista.
Na Conferência do Rio, em janeiro do 1942, presidida por Osvaldo Aranha, o Brasil e todos os países americanos decidiram romper as relações com os países do Eixo, menos Argentina e Chile, que o fariam posteriormente. A decisão foi uma vitória das convicções pan-americanas de Aranha.
Em 1944 Aranha se demite do cargo de chanceler, após ser enfraquecido dentro do governo e pelo fechamento da Sociedade dos Amigos da América, da qual era vice-presidente. Para muitos observadores da época, Aranha era o candidato natural nas eleições de 1945, mas a parca base política e a fidelidade a Vargas o impediram de disputar as eleições.

Osvaldo Aranha conversa nas Nações Unidas com os embaixadores do Líbano e Iraque, 1947. Arquivo Nacional.

Voltou à cena política em 1947, como chefe da delegação brasileira na recém-criada Organização das Nações Unidas (ONU). Presidiu a II Assembleia Geral da ONU que votou o Plano da ONU para a partição da Palestina de 1947, que culminou na criação do Estado de Israel, fato que rendeu a Aranha eternas gratidões dos judeus e sionistas por sua atuação.
Em 1953, no segundo governo Vargas, voltou a ocupar a pasta da Fazenda e introduziu reformas com o objetivo de estabilizar a situação econômica caótica que o país enfrentava. Com a morte trágica do amigo Vargas, Osvaldo Aranha se retira do governo e passa a dar atenção aos seus negócios pessoais e à advocacia. No governo Juscelino Kubitschek, retorna à ONU, à frente da delegação brasileira, para fechar com êxito sua carreira política.
A 31 de Maio de 1958 foi agraciado com a Grã-Cruz da Ordem Militar de Cristo de Portugal.

## Morte

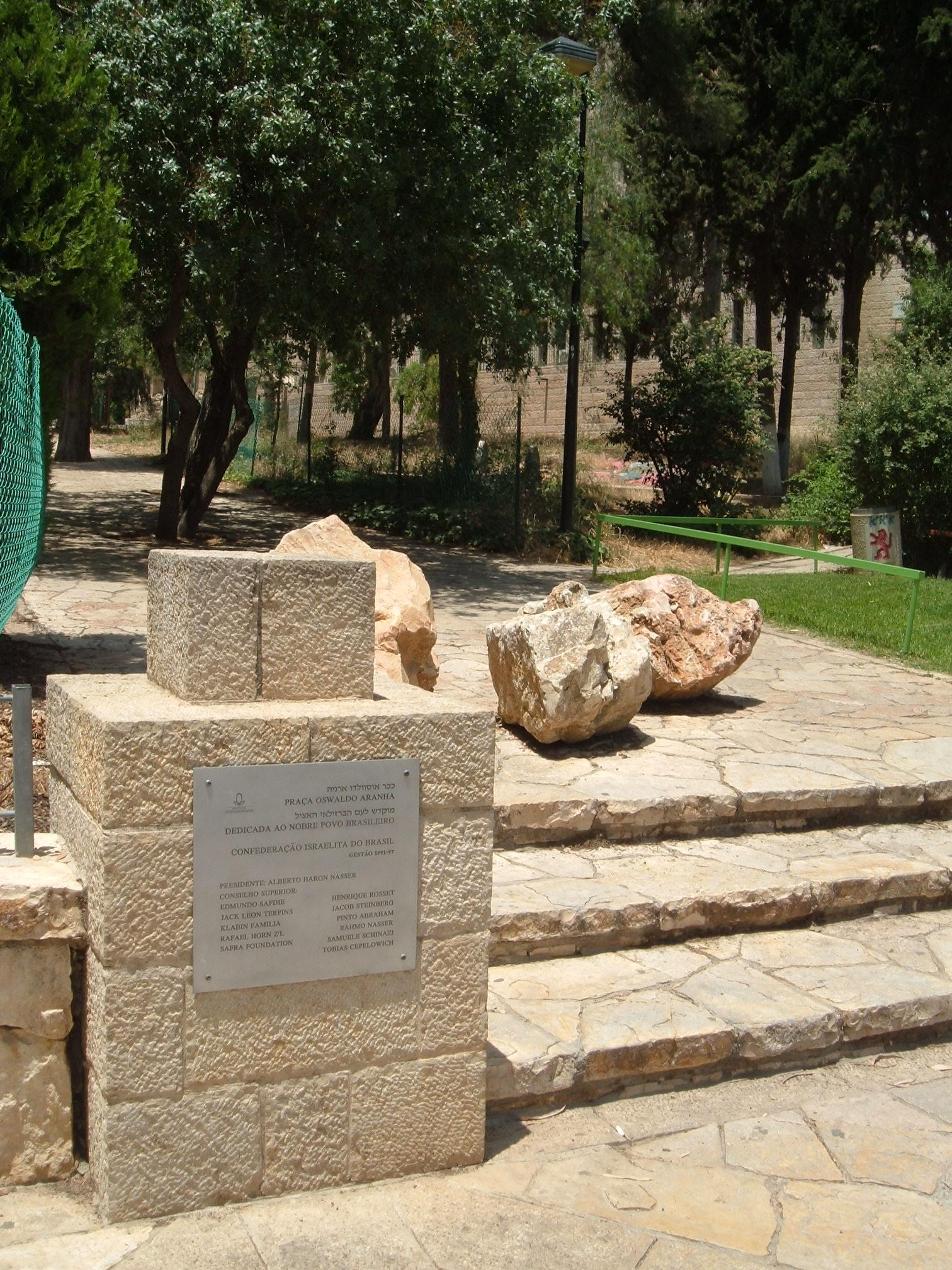
Placa em memória de Osvaldo Aranha em Jerusalém.

Na noite do dia 27 de janeiro de 1960, Osvaldo Aranha faleceu em sua residência, na Rua Cosme Velho nº 415, no Rio de Janeiro, de ataque cardíaco. Seu enterro, acompanhado por milhares de pessoas, reuniu os maiores nomes da política brasileira, entre eles o presidente Juscelino Kubitschek (que foi um dos que carregaram o caixão de Aranha), Tancredo Neves e Horácio Lafer.

## Homenagens
Por ter sido um dos articuladores da criação do estado de Israel foi homenageado emprestando seu nome a uma rua em Tel Aviv, Israel. Pelo mesmo motivo, há também uma rua com o seu nome em Bersebá, Israel, localizada no Campus da Universidade Ben-Gurion do Negev. Há também uma praça em Jerusalém com seu nome e uma rua em Ramat Gan. Homenagem também concedida em Porto Alegre em 1930, através da Avenida Osvaldo Aranha, localizada no Bairro Bom Fim, onde vivem centenas de famílias de imigrantes judeus. Ele também foi homenageado na cidade de São Paulo (no bairro do Brooklin), com a criação do Ginásio Estadual Vocacional Oswaldo Aranha, uma escola que fez parte do SEV - Serviço de Ensino Vocacional.
O filé à Osvaldo Aranha é um típico prato carioca, batizado em homenagem ao político.
Entrou no "Livro dos Heróis e Heroínas da Pátria", em 17 de abril de 2020.
Por ter estudado no Colégio Militar do Rio de Janeiro, o Fórum de Estudos Internacionais da Instituição foi batizado de "Fórum de Relações Internacionais Oswaldo Aranha" (FRIO). Posteriormente, o nome do mesmo mudou para "Clube de Relações Internacionais Oswaldo Aranha" (CRIO).

## Família e acervo

Em 1940.

Membro de uma família tradicional do sudeste do Brasil, a cidade de Campinas, no Estado de São Paulo: os Sousas Aranhas, era bisneto da Viscondessa de Campinas, Maria Luzia de Sousa Aranha. Neto de Martim Egídio de Sousa Aranha (1839-1884) e de Talvina do Amaral Nogueira. Era também membro de uma outra tradicional família do sudeste brasileiro e do Rio Grande do Sul, os Freitas Vale, sendo descendente do barão de Ibirocaí, primo do ministro das Relações Exteriores Ciro de Freitas Vale, sobrinho do senador Eurico de Freitas Vale e primo do senador José de Freitas Vale. Casou-se com Delminda Benvinda Gudolle, tendo sido seus filhos: Luísa Zilda Aranha, que se casou com Sérgio Correia Afonso da Costa, Euclides Aranha, Osvaldo Aranha e Delminda Gudolle Aranha, que se casou com o embaixador Antônio Correia do Lago, pais do livreiro e colecionador Pedro Correia do Lago e do embaixador André Correia do Lago.
Herdou de seus pais uma extensa propriedade rural e o gosto pelos livros. Leitor compulsivo, adorava escrever cartas e teve discursos e conferências publicados. Entre seus autores prediletos estavam Victor Hugo, Eça de Queirós, Joaquim Nabuco, Machado de Assis e, embora não fosse positivista, gostava de ler as obras do filósofo Augusto Comte.
Um trabalho minucioso de análise de seu acervo de livros é realizado pelos professores da Universidade da Região da Campanha de Alegrete, no Rio Grande do Sul. Ao todo são contabilizados 11 485 volumes em sua biblioteca pessoal. Os professores pretendem delinear um novo perfil da personalidade histórica de Osvaldo Aranha: "Com este vasto acervo é possível contar e recontar a história deste político e diplomata", afirma um dos responsáveis pelo projeto de preservação da biblioteca particular de Osvaldo Aranha, localizada no prédio do Instituto Estadual de Educação Oswaldo Aranha, na cidade de Alegrete.[carece de fontes?]
As obras do jurista Rui Barbosa, estadista e ministro da fazenda da República, aparecem com destaque em seu acervo. Inicialmente com 4 585 livros, o acervo foi doado pelo próprio Osvaldo em 1942, para mais tarde, 1962, mais de 7 mil exemplares de obras variadas virem a ser doados pela família do ex-ministro. Além disso, também compõe o acervo mais de mil recortes de jornais, feitos a pedido do diplomata, sobre o que saia na imprensa a seu respeito: estes recortes integram o acervo do Museu Oswaldo Aranha, também em Alegrete. Entre as preciosidades do acervo está a coleção do jornal A Federação (1884-1937), órgão oficial do partido Republicano Rio-grandense, autografada pelo líder federalista Joaquim Francisco de Assis Brasil, inimigo de Borges de Medeiros, de quem Aranha era defensor.[carece de fontes?]
Osvaldo Aranha teve entre seus netos Pedro Corrêa do Lago, renomado escritor, e André Corrêa do Lago, embaixador no Brasil na Índia à ocasião em que ajudou a destravar o transporte das vacinas da Índia no tenso momento da pandemia de coronavírus, momento em que o Brasil enfrentava grande dificuldade em função do desgaste de Ernesto Araújo, então Ministro das Relações Exteriores, que enfrentava impasses com a China e a Índia.